# ポツダムとベルリンの宮殿群と公園群
ポツダムとベルリンの宮殿群と公園群（ポツダムとベルリンのきゅうでんぐんとこうえんぐん）は、ドイツのポツダムとベルリンにある複数の旧宮殿建造物とその付属庭園（公園）その他の総称で、1990年にユネスコの世界遺産（文化遺産）に登録され、さらに1992年と1999年に登録物件が拡張された。

## 概要
ポツダム北東部とベルリン南西部に残されているプロイセン王国時代の宮殿群と庭園群が、この世界遺産の中核である。代表的なものとしては、フリードリヒ大王の離宮サンスーシ宮殿や、ポツダム会談で使われたツェツィーリエンホーフ宮殿がある。

## 登録物件一覧
登録年が明記していないものは1990年登録。日本語版で記事が未作成の場合は、ドイツ語版の記事にリンクした。

### ポツダム

#### サンスーシ地区
- サンスーシ宮殿と庭園 (Schloss und Park von Sanssouci)
- 菩提樹の並木道 (Lindenallee) - 1999年登録
- 旧造園学校と皇帝駅 (Kaiserbahnhof) - 1999年登録
- リントシュテット宮殿 (Schloss Lindstedt) と庭園 - 1999年登録
- ボルンシュテット王領地 (Krongut Bornstedt)、教会、共同墓地およびサンスーシ庭園の北の景観 - 1999年登録
- ゼーコッペル (Seekoppel) - サンスーシ宮殿の北東地区、ルイーネンベルク (Ruinenberg) 西部の景観地区。1999年登録
- ヴォルテールの道 (Voltaireweg) - サンスーシ庭園と新庭園の間を結ぶ道。1999年登録
- サンスーシ庭園のエントランス地区 - 1999年登録

#### 新庭園地区
新庭園（ノイアーガルテン）は、サンスーシ宮殿の北東方向にある。
- 新庭園 (Neuer Garten)
- 大理石宮殿 (Marmorpalais)
- ツェツィーリエンホーフ宮殿 (Schloss Cecilienhof)
- ロシア人入植地アレクサンドロフカ (Russische Kolonie Alexandrowka) - 新庭園の西。1999年登録
- プフィングストベルクのベルヴェデーレ (Belvedere auf dem Pfingstberg)  - 新庭園の北西。1999年登録
- プフィングストベルクと新庭園の間 - 1999年登録
- ユングフェルン湖 (Jungfernsee) の南岸 - 1999年登録

#### ザクロウ地区
ザクロウ (Sacrow) は、ポツダム市の北東のハーフェル川沿いにある村落で、対岸はベルリン市という位置関係にある。
- ザクロウ地区の救世主教会(Heilandskirche am Port von Sacrow) - 1992年登録
- ザクロウ宮殿と庭園 (Schloss und Park Sacrow) - 1992年登録
- ケーニヒスヴァルト (Königswald) - ザクロウ庭園の西に広がる森。1999年登録

#### バーベルスベルク地区
バーベルスベルクは、新庭園の東南方向に位置する。
- バーベルスベルク宮殿 (Schloss Babelsberg) と庭園
- バーベルスベルク庭園への入口
- ポツダム天文物理学研究所 (Astrophysikalisches Institut Potsdam) の天文台

### ベルリン
世界遺産として登録されている以下の物件は、ベルリン南西端部のポツダムに隣接するツェーレンドルフ地区（行政区分ではシュテーグリッツ＝ツェーレンドルフ区）にある。
- グリーニケ宮殿 (Schloss Glienicke) と庭園
- グリーニケ市民公園 (Volkspark)
- ニコルスコエ地区 (Nikolskoe)
- 孔雀島 (Pfaueninsel)
- ベトヒャーベルク山 (Böttcherberg)
- グリーニケ狩猟館 (Jagdschloss Glienicke)

## 登録基準
この世界遺産は世界遺産登録基準のうち、以下の条件を満たし、登録された（以下の基準は世界遺産センター公表の登録基準からの翻訳、引用である）。
- (1) 人類の創造的才能を表現する傑作。
- (2) ある期間を通じてまたはある文化圏において、建築、技術、記念碑的芸術、都市計画、景観デザインの発展に関し、人類の価値の重要な交流を示すもの。
- (4) 人類の歴史上重要な時代を例証する建築様式、建築物群、技術の集積または景観の優れた例。

## ギャラリー

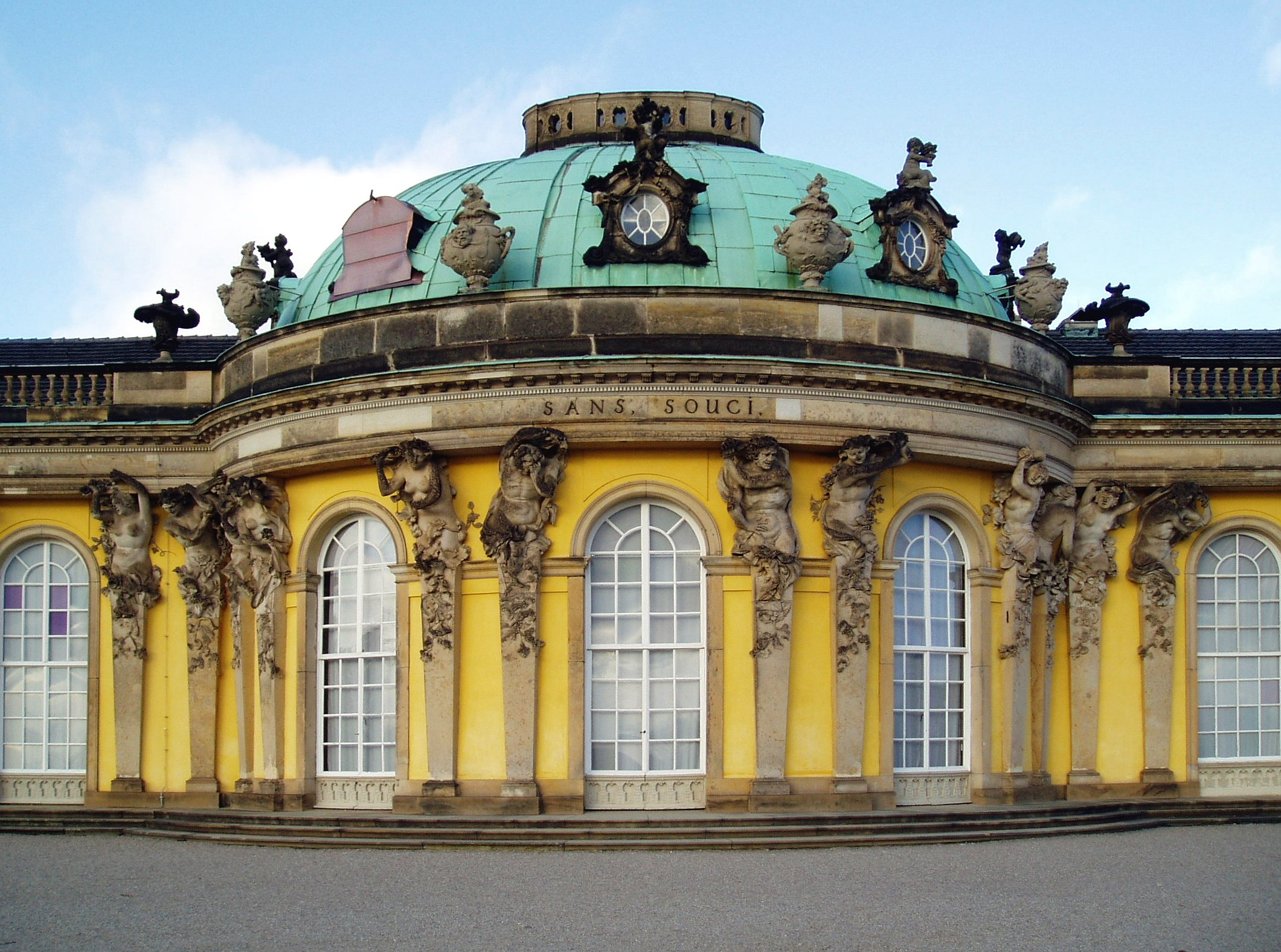
サンスーシ宮殿中央部
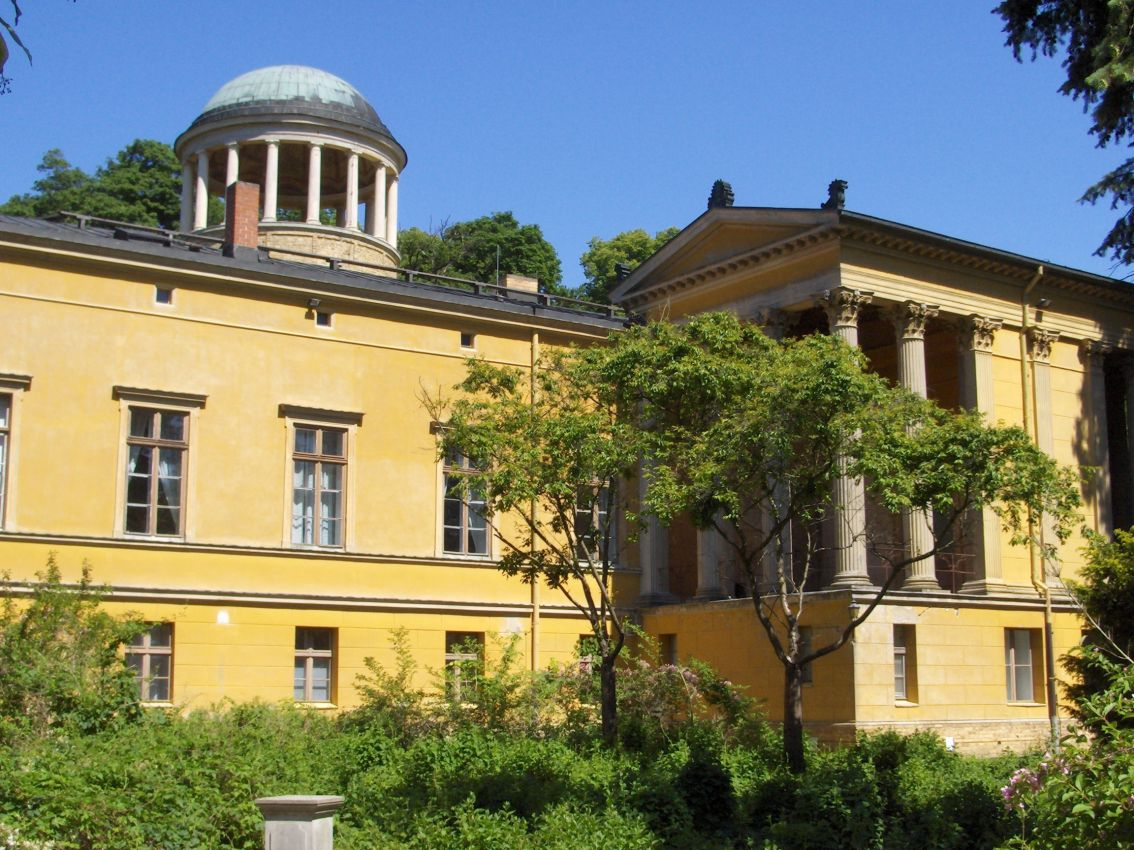
リントシュテット宮殿
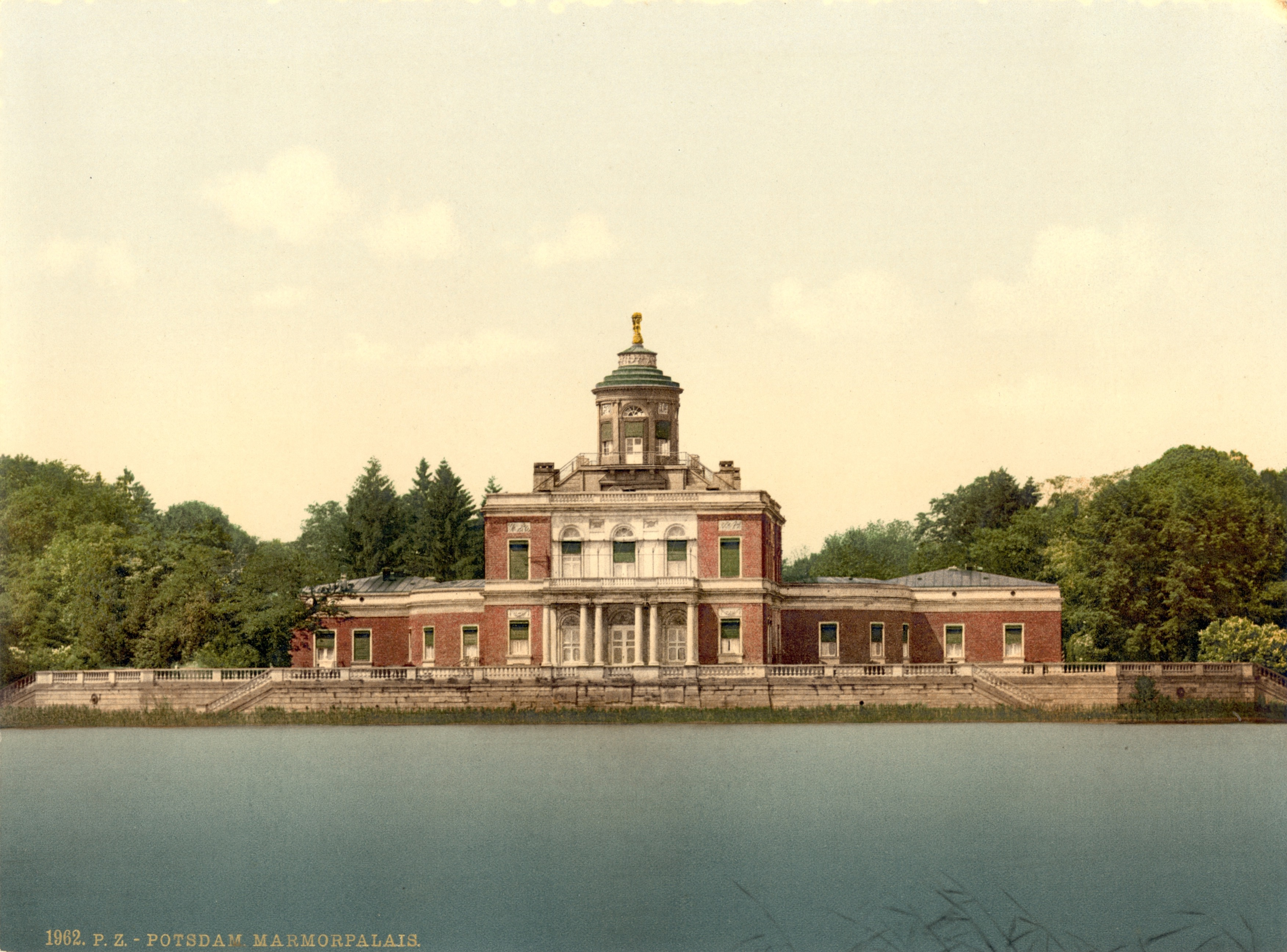
大理石宮殿
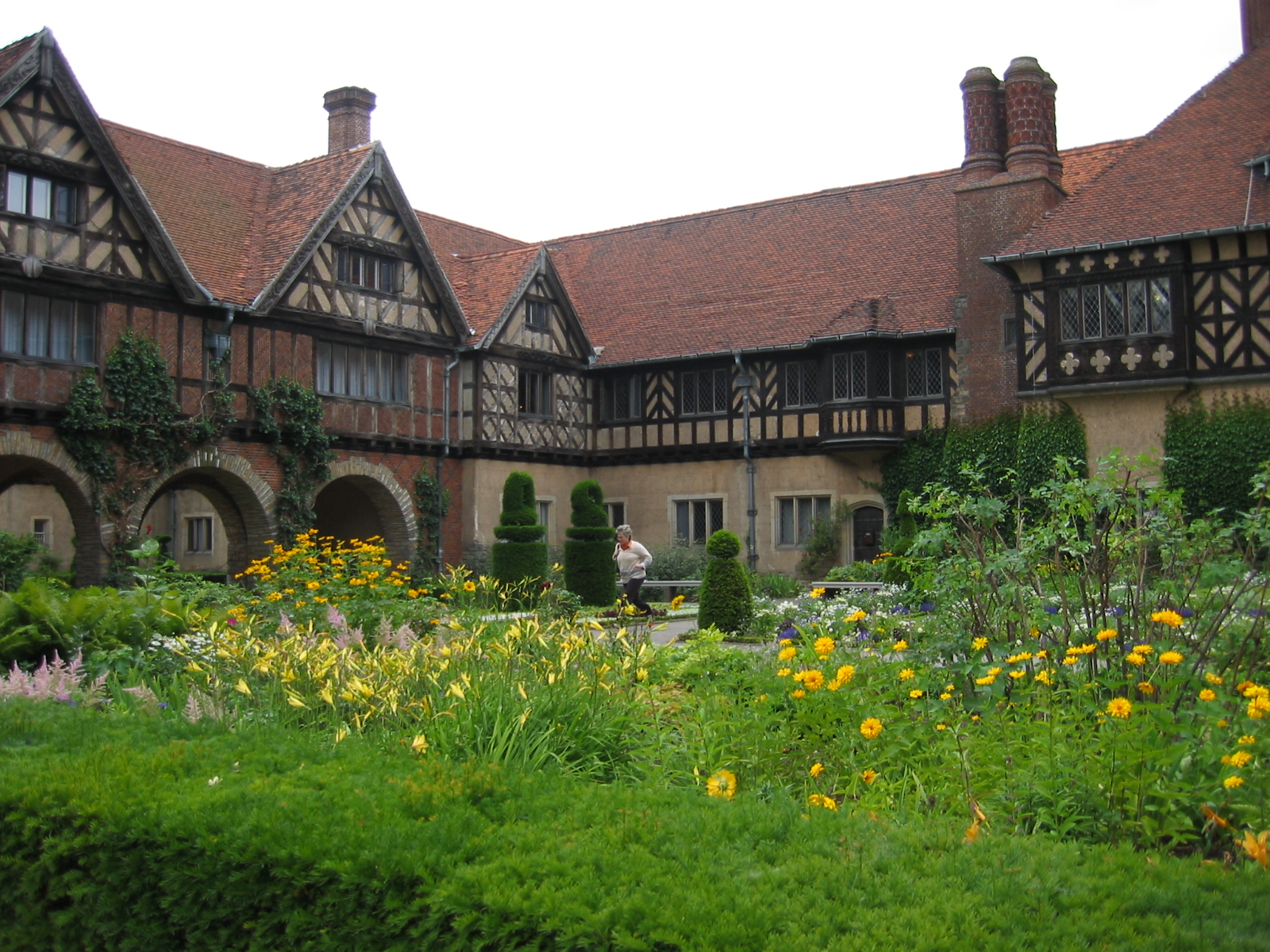
ツェツィーリエンホーフ宮殿
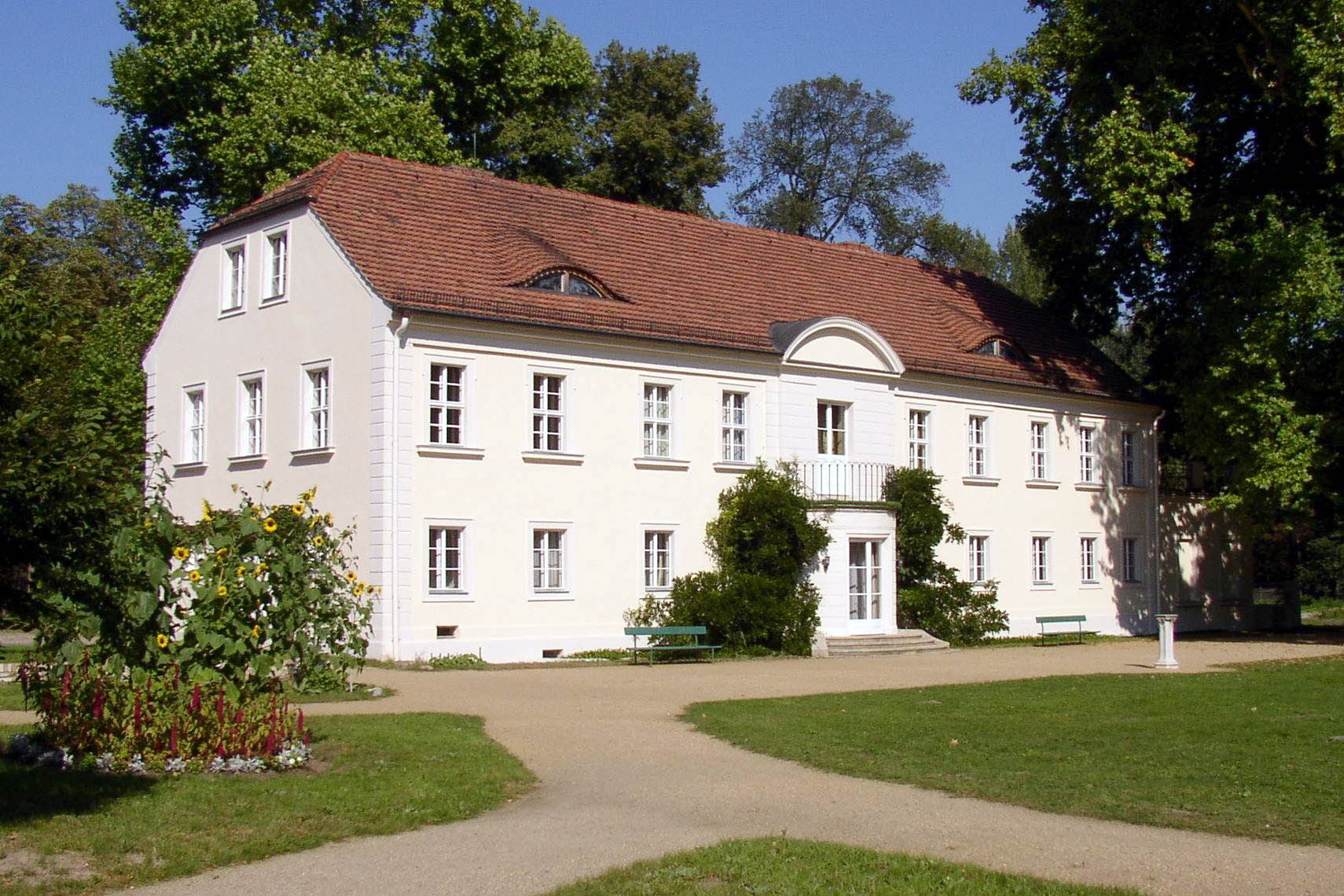
ザクロウ宮殿
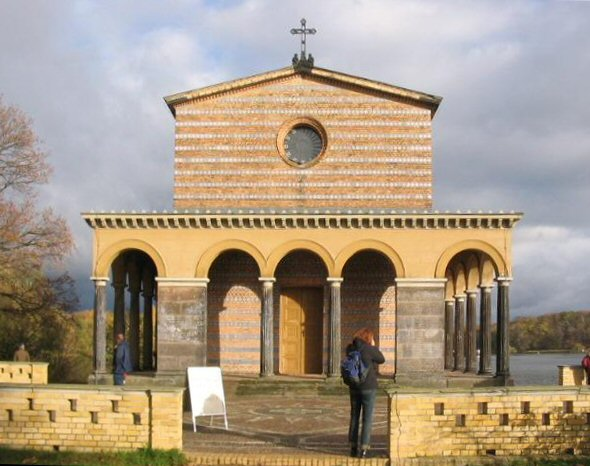
ザクロウの救世主教会
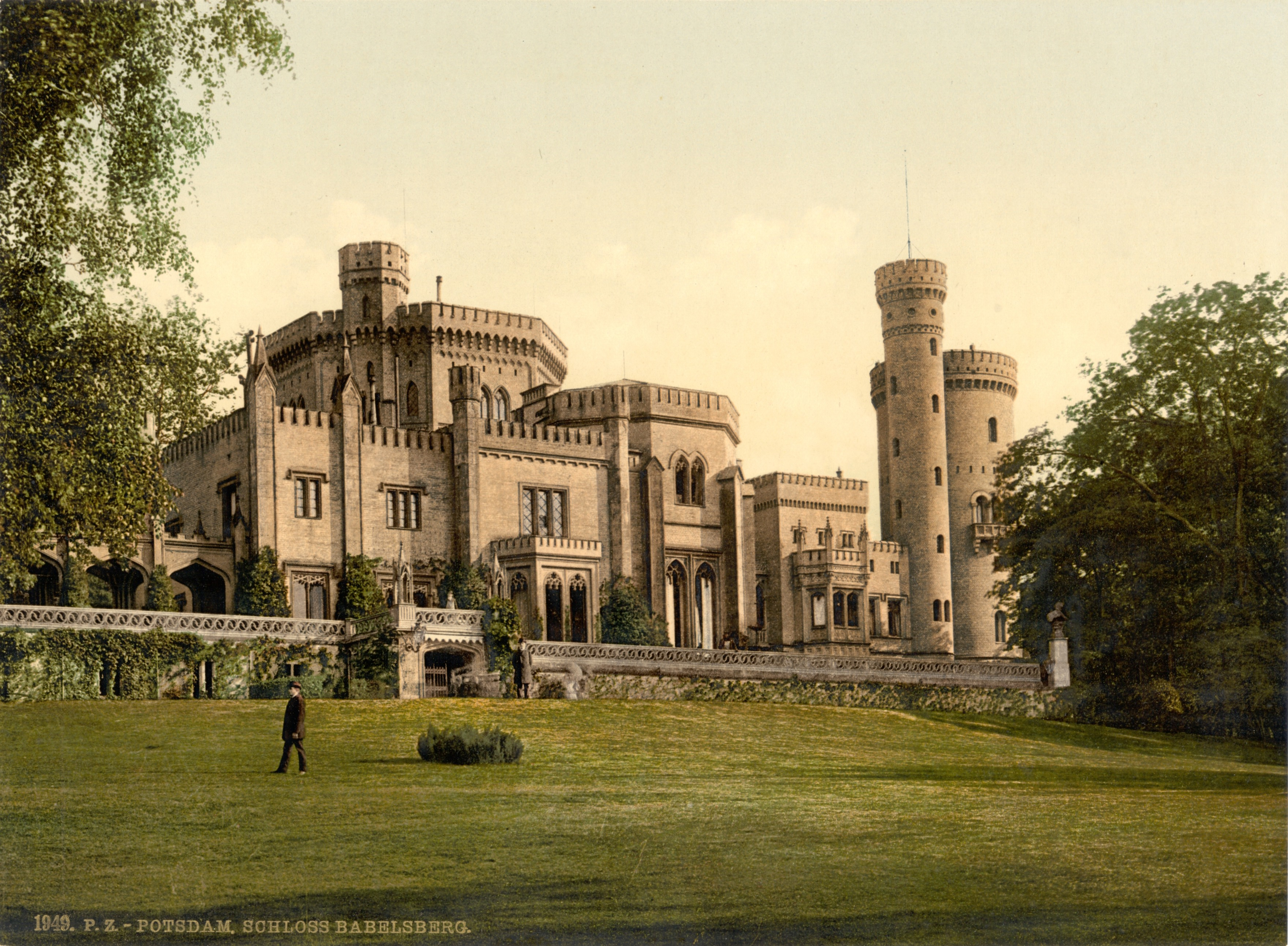
バーベルスベルク宮殿
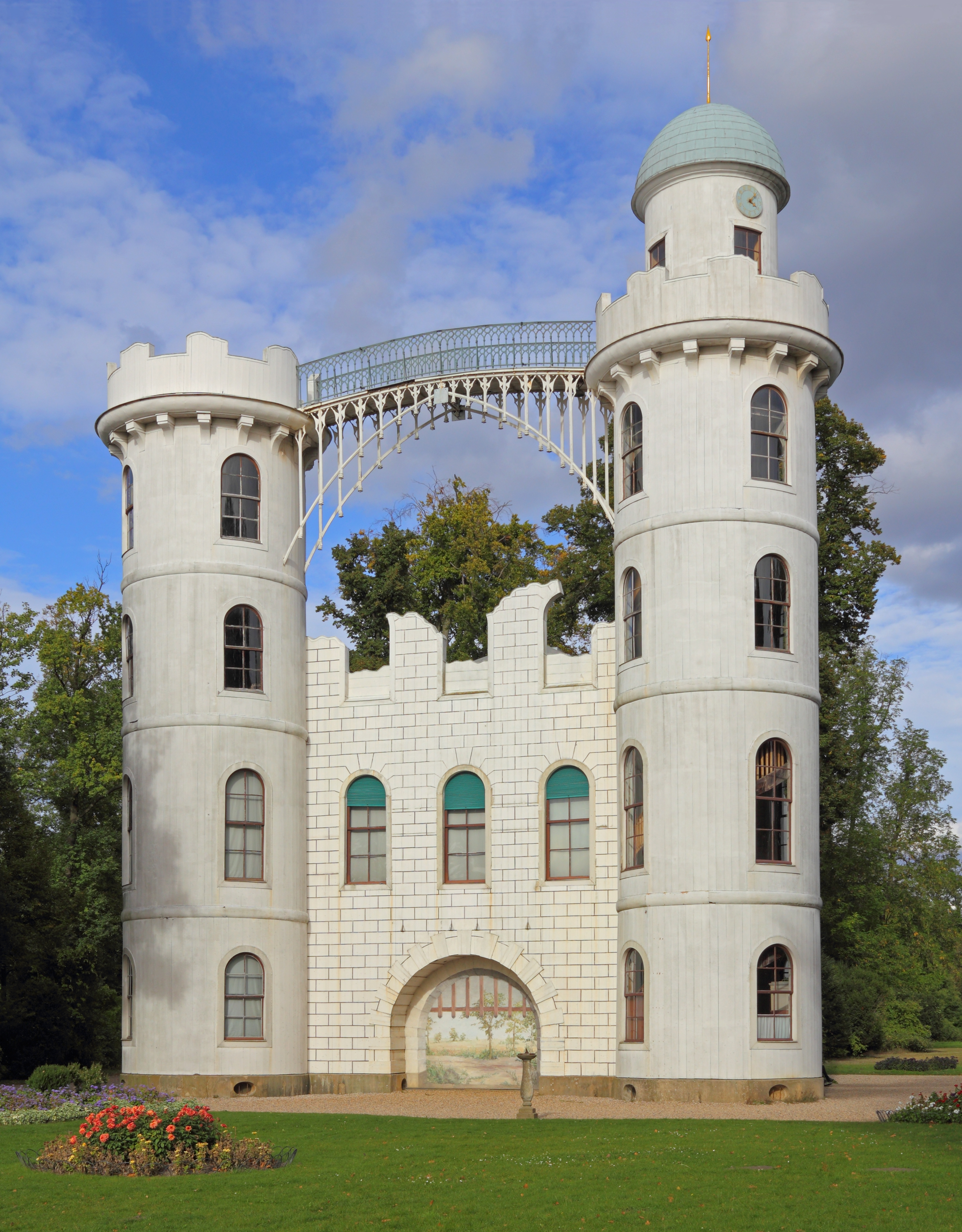
孔雀島宮殿